# Andrea Haunerová
Andrea Haunerová (* 1959) je německá televizní novinářka.
Vystudovala germanistiku a historii, později pracovala jako autorka a publicistka pro různé televizní stanice včetně ZDF, ARD či Arte.
Andrea Haunerová žije ve Švýcarsku.

## Dílo

### Knihy
- Mütter über 35 (s Angelica Fell, 1992, ISBN 3-426-07931-3)
- Paragraph 218 – Zur aktuellen Diskussion (s Elke Reichart, 1992, ISBN 3-426-77026-1)
- Body Talk: Dir riskante Kult um Körper und Schönheit (s Elke Reichart, 2004, ISBN 3-423-62203-2)

### Dokumentární filmy
- …und ein Leben in Gefahr
- Flüchten oder aushalten?
- Blut - Mythos und Milliarden
- Fashion Victims – Ein Jahr an der Deutschen Meisterschule für Mode
- Alcopops: Jugend im Rausch – Einstiegsdroge Alkohol
- Zypern